# Retrato de Francesco Maria della Rovere
El Retrato de Francesco Maria della Rovere es una pintura al óleo sobre lienzo de Tiziano, que data de 1536 - 1538 y se ubica en la Galería Uffizi de Florencia. Está firmado TITIANVS F.[ECIT] y está emparejado con el Retrato de Eleonora Gonzaga della Rovere, esposa de Francesco Maria. 
Tiziano realizó un estudio preparatorio del duque en posición erguida y del yelmo.

## Descripción de la obra

Retrato de Eleonora Gonzaga della Rovere, 1538.

Aretino, amigo de Tiziano, analizaba en una carta el retrato del duque de Urbino.
En él, el militar es representado de tres cuartos, con armadura y bastón de mando de la República de Venecia, visto desde abajo para realzar su presencia y poder. 
A su izquierda se pinta su cimera y a la derecha tres bastones, uno de roble que alude a su apellido y otros dos, el de Florencia y el de la Iglesia, junto a su divisa (SE SIBI-por sí mismo).
Los colores trasmiten con mucha fidelidad la imagen real, reflejando los sentimientos de un guerrero y su virilidad. Las armas son representadas en todo su esplendor por su fulgor y sus brillos, rasgo característico de la pintura veneciana, en imitación de la pintura de Apeles, referente de los renacentistas. 
Así, Tiziano hace de los reflejos de la armadura y la fiereza del semblante los ejes de la imagen del duque guerrero, en claro contraste con el retrato que hace de su mujer, Eleonora Gonzaga, duquesa de Urbino, donde se resaltan las virtudes de belleza y prudencia, sobresalientes en la duquesa.